# Boogeyman (film)
Boogeyman – film z 2005 roku w reżyserii Stephena T. Kaya.

## Fabuła
Tim wiedzie życie przeciętnego dwudziestolatka. Ma pracę oraz jest w udanym związku z Jessicą. Jednak Tim utrzymuje w tajemnicy to, że od czasów dzieciństwa codziennie paraliżuje go strach, który ciągle zwiększa swoją siłę. Wszystko zaczęło się, gdy w wieku 8 lat słuchał bajek, które czytał mu ojciec. Każda z nich była drastyczna, mimo to kończyły się szczęśliwie, żeby Tim mógł spokojnie zasnąć. Pewnego wieczoru na oczach przerażonego Tima ojciec został wciągnięty przez tajemnicze zjawisko do szafy i na zawsze zniknął z życia bliskich. Chłopiec boi się, że wkrótce spotka go ten sam los. Chroni się przed tym jak tylko może, w swoim mieszkaniu nie ma ciemnych kątów, szaf, a sam śpi na materacu. Mimo wielu przygotowań do stworzenia bezpiecznej przestrzeni okazuje się, że musi wrócić do rodzinnego domu. 

## Obsada
- Barry Watson – Tim Jensen
- Emily Deschanel – Kate
- Skye McCole Bartusiak – Franny
- Lucy Lawless – Mary Jensen
- Michael Saccente – Ojciec Jessiki
- Louise Wallace – Matka Jessiki
- Charles Mesure – Pan Jensen
- Tory Mussett – Jessica